# Арьяна, Бахрам
Бахрам Арьяна (перс. بهرام آریانا‎;
17 марта 1906, Тегеран — 21 июля 1985, Париж), он же Хосейн Манучехри — иранский генерал, начальник генштаба и командующий сухопутными войсками при правлении шаха Мохаммеда Резы Пехлеви. Обращённый зороастрист, националистический политик. Непримиримый противник Исламской революции, организатор вооружённой борьбы против шиитской теократии аятоллы Хомейни. Основатель и лидер антиисламистской и антикоммунистической организации «Азадеган».

## Происхождение, образование, взгляды
Родился в семье тегеранского судьи Садр-эд-Дина. Мать-грузинка происходила из рода царя царя Ираклия II. При рождении получил имя Хосейн Манучехри.
Окончил военное училище в Тегеране, затем Особую военную школу Сен-Сир во Франции. В 1955 защитил степень доктора философии на Факультете права Парижа — одном из юридических факультетов Парижского университета. Дипломная работа Хосейна Манучехри, опубликованная в 1957, называлась Napoleon et l’Orient (Наполеон и Восток). Автор характеризовал Наполеона как прогрессивного деятеля, продолжателя  Великой французской революции и потенциального союзника Ирана.
Манучехри был признанным специалистом по истории наполеоновских войн. Демонстративно почитал Наполеона, подражал ему в одежде, причёске, манере поведения. Получил за это прозвище Хосейн Наполеон.
Вернувшись в Иран в 1927, Хосейн Манучехри продолжил военное обучение. В 1930 в чине второго лейтенанта поступил на службу в сухопутные войска. Преподавал пехотную тактику, был комендантом военного училища. Проявлял политическую активность, проникся идеями национал-социализма, симпатизировал нацистской Германии. В 1941 во время советско-британского вторжения в Иран попытался оказать вооружённое сопротивление. Был арестован британцами, некоторое время находился в заключении.

## На службе в шахской армии
Освободившись, Хосейн Манучехри продолжал военную службу. Командовал гарнизоном в Мехабаде, бригадой в Хорасане. В 1949 в звании полковника был назначен командиром 1-й дивизии шахской гвардии. По националистическим побуждениям отверг ислам и обратился в зороастризм. В 1950 принял имя Бахрам Арьяна.
При левом правительстве Мохаммеда Мосаддыка отстранён от командования и отправлен с военной миссией во Францию. Участвовал в военном заговоре и свержении Мосаддыка в 1953.
Возвратившись в Иран, Бахрам Альяна вновь занимал высокие командные посты. Выступал активным проводником политики шаха Мохаммеда Реза Пехлеви, получил генеральское звание. В 1964—1965 годах был отправлен на подавление восставших южных кочевых племён в провинциях Фарс, Исфахан и Хузестан. Генерал Арьяна сумел избежать кровопролития, успешно умиротворив повстанческое движение, инспирированное аятоллой Хомейни.

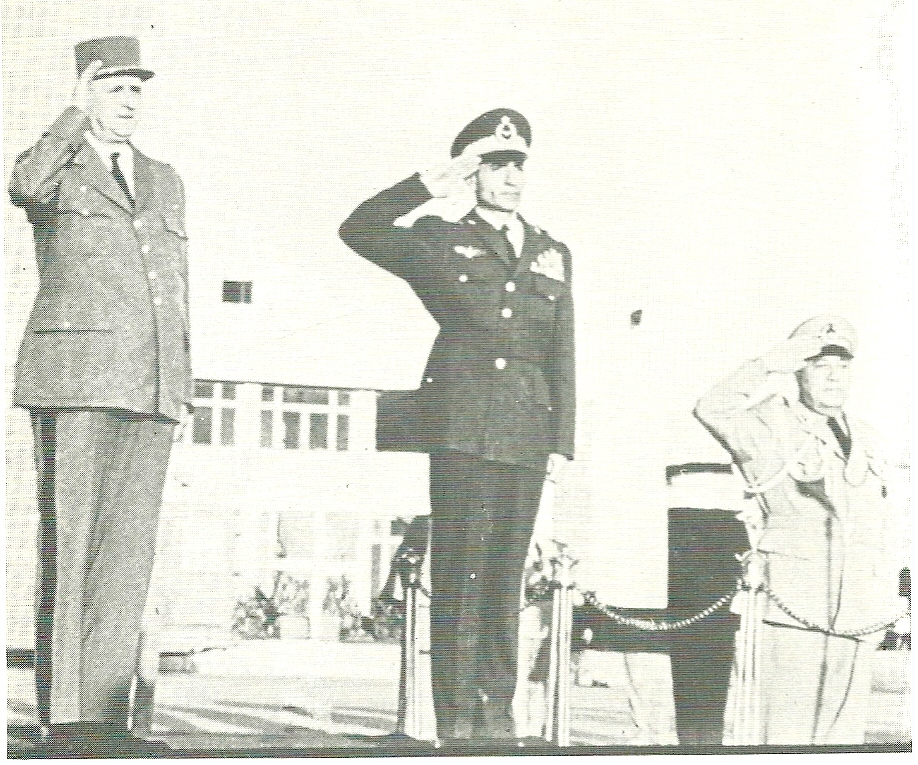
Официальный визит генерала де Голля в Иран. Слева направо: Шарль де Голль, Мохаммед Реза Пехлеви и Бахрам Арьяна.

В 1965 генерал Арьяна был назначен начальником штаба вооружённых сил и командующим сухопутными силами Ирана. Вырабатывал военную политику шахского государства с националистических позиций, активно выстраивал внешние альянсы. Встречался с главами иностранных государств и правительств, высокопоставленными военачальникам — в том числе президентом США Ричардом Никсоном, президентом Франции Шарлем де Голлем, начальником генштаба ЦАХАЛ Ицхаком Рабином. Арьяна принципиально выступал за сближение с Израилем, потому что главным историческим врагом Ирана считал арабские государства.
Идейно и политически Бахрам Арьяна оставался при прежних взглядах. Выступал с позиций крайнего персидского национализма. Состоял в организациях нацистского и фашистского толка — Национал-социалистической рабочей партией Ирана, Арийской партии, партии Азуре. Переводил армейские уставы и команды с выражений арабского происхождения на персидские. Генерал Арьяна высказывал паниранские идеи, суть которых сводились к повторному присоединению Северного Азербайджана и 17 городов Кавказа к Ирану. Был также жёстким правым антикоммунистом.
Политический радикализм генералы Арьяны вызывал недовольство шаха Пехлеви. В отчётах САВАК указывалось на опасные властные амбиции генерала, а также на его тягу к обогащению. В 1969 шах отстранил Арьяну от командования и распорядился покинуть Иран. Бахрам Арьяна перебрался во Францию, где занимал номинальную должность иранского военного представителя.
За годы службы Бахрам Арьяна был награждён несколькими иранскими орденами, включая орден Льва и Солнца и орден Короны. Являлся также великим офицером французского ордена Почётного легиона.

## Генерал антиисламистского сопротивления
Несмотря на идеологические разногласия и политические конфликты с шахом, Бахрам Арьяна был непримиримым противником Исламской революции 1979 и режима шиитской теократии Хомейни. В Париже Арьяна основал военно-монархическую организацию «Азадеган» (Свободные духом, Рождённые свободными) для вооружённого сопротивления исламской республике. Эта структура радикальной антихомейнистской оппозиции имела «развитую командно-штабную структуру и поддерживала все националистические элементы от умеренно левых до монархистов». Сторонниками «Азадеган» являлись в основном военнослужащие.
Сам Арьяна позиционировался не столько как монархист, сколько как националист и умеренный социалист. Он высказывался в пользу выборной монархии и на этой почвы имел серьёзные трения с эмигрировавшими представителями династии Пехлеви, особенно шахбану Фарах (Арьяна имел честолюбивые планы относительно государственного будущего своего сына Кира — офицера шахской армии, сотрудника военного представительства во Франции). Однако он считал, что лозунг восстановления шахского режима в наибольшей степени консолидирует антихомейнистские силы. При этом в «Азадеган» состояли не только монархисты, но и республиканцы. Вероисповедание не было препятствием для членства мусульман. Объединяющей платформой являлось свержение клерикальной диктатуры.
Генерал Арьяна установил контакт с другими представителями эмигрантской оппозиции. Тесно сотрудничал с генералом Овейси в создании Армии освобождения Ирана (в этом участвовали также генерал Азхари, дипломат Захеди, принцесса Ашраф). Координировал действия «Азадеган» с Иранским движением сопротивления Овейси и Фронтом освобождения Ирана Али Амини, наладил получение субсидий через последнего шахского премьера Шапура Бахтияра. С организацией Бахтияра НАМИР был установлен военно-политический союз.
Дерзкий захват боевиками «Азадеган» ракетного катера иранских ВМС Табарзин (построенного во Франции и направлявшегося в Иран по маршруту через Средиземное море) 13 августа 1981 привлёк внимание мировых СМИ. Было продемонстрировано активное иранское сопротивление клерикальному режиму. Адмирал Камаль Хабиболлахи, командовавший операцией захвата, на пресс-конференции подчеркнул главенствующую роль Бахрама Арьяны в организации «Азадеган».
Вооружённые формирования «Азадеган» численностью, по разным источникам, от 2 до 12 тысяч человек, базировались в Турции и Ираке. Политический центр расположился в Париже, оперативный штаб — в турецком городе Ван (несмотря на официальный запрет премьер-министра Турции Бюлента Улусу). Отсюда наносились военные удары по исламской республике, вооружённые акции совершались и внутри Ирана. Камаль Хабиболлахи сказал французской газете, что в рядах «Азадегана» примерно 12—15 тысяч человек, в основном в Иране. Однако с определённого момента осложнились отношения ведущих военных руководителей оппозиции — генерала Арьяны и генерала Овейси. Одной из причин стали разногласия касательно расходования субсидии в миллион долларов, полученной через посредство Бахтияра. Это подрывало общие усилия. В целом вооружённая борьба эмигрантов не привела ни к свержению хомейнистского режима, ни к созданию постоянного повстанческого движения на иранской территории.
Бахрам Арьяна был не только политическим лидером и военным стратегом, но и идеологом «Азадеган». В своих исторических изысканиях он возвеличивал древние персидские традиции, прославлял царей Ахеменидов, возводил беды персидского народа к «Александру Проклятому». Резко выступал против ислама как наследия иноземного — арабского — завоевания. Пропагандировал традиционные ценности патриотической доблести. В своей последней работе За иранскую этику он призвал к объединению всех национально-патриотических сил против исламистской диктатуры.
Скончался Бахрам Арьяна в июне 1985 в возрасте 79 лет. Похоронен на Монпарнасском кладбище в Париже.

## Семейная жизнь
Бахрам Арьяна был дважды женат. От первого брака имел трёх сыновей и дочь, от второго — одну дочь. Первая жена Арьяны была из небогатой офицерской семьи, вторая — дочерью состоятельного предпринимателя. Все члены его семьи активно участвовали в движении Азедеган.